# Univerza v Novem mestu
Univerza v Novem mestu je zasebna univerza v Novem mestu.  Prvo akreditacijo je univerza dobila septembra 2017. 
V šolskem letu 2022/2023 je bilo vpisanih 1080 študentov (559 rednih in 521 izrdnih).
Število diplomantov leta 2022 je bilo 188. 

## Članice univerze
- Univerza v Novem mestu Fakulteta za ekonomijo in informatiko
- Univerza v Novem mestu Fakulteta za poslovne in upravne vede
- Univerza v Novem mestu Fakulteta za strojništvo
- Univerza v Novem mestu Fakulteta za zdravstvene vede